# Alpha robots
De Alpha robots zijn drie fictieve robots uit de televisieserie Power Rangers. De robots zijn genummerd als respectievelijk Alpha 5, Alpha 6 en Alpha 7.

## Alpha 4

### Biografie
Alpha 4 was de voorloper van Alpha 5 en heeft exact dezelfde stem en uiterlijk als Alpha 5, met uitzondering van de lichten op zijn torso, die verder uit elkaar staan. Hij kwam slechts twee keer voor in de serie: in Wild West Rangers part II zit hij in het Commandocentrum wanneer Kimberly er in 1880 arriveert. Nadat Alpha 5 werd gebouwd, werd Alpha 4 niet meer gebruikt. In Hogday Afternoon part I kan zijn helm en torso worden gezien in een doos met de naam "Commandocentrum", wanneer Rito Revolto en Goldar door de kelder lopen, wanneer de tijd werd hersteld kan een zwarte doos met de letters "Alpha Four" in het rood worden gezien.

### Acteurs
- Alpha 4 werd door Donene Kistler gespeeld.
- Alpha 4’s stem werd gedaan door Richard Steven Horvitz, die ook de stem van Alpha 5 en Alpha 7 deed

## Alpha 5

### Biografie
Alpha 5 was de eerste van de robots die voorkwam in de serie. Hij deed mee in Mighty Morphin Power Rangers, Power Rangers: Zeo en een paar afleveringen van Power Rangers: Turbo.
Alpha 5 was de persoonlijke assistent van Zordon en verantwoordelijk voor het onderhouden van het Commandocentrum. Alpha was vooral beroemd om zijn "Aye-yi-yi!"-kreet, die hij vooral gebruikte als alarm of teken van paniek.
In de begindagen van de serie deed Alpha vooral dienst als een soort “kleine broer” van de Rangers. Hij wilde voortdurend met hen mee en alles over hen weten. In de loop van de serie werd hij wat volwassener in zijn gedrag, maar hij bleef een naïeve en kinderlijke assistent van het team. Alpha verbleef het grootste gedeelte van de tijd in het Commandocentrum en werkte daar aan wapens en andere gadgets voor de Rangers, meestal geholpen door Billy Cranston.
Toen de slechte Groene Ranger het Commandocentrum aanviel, gaf hij Alpha een virus dat hem gewelddadig maakte. Billy moest Alpha’s gehele circuit vervangen om dit virus te verwijderen. In het tweede seizoen kwam Alpha driemaal in aanraking met Lord Zedd's monsters, wat hij maar net overleefde.
In het derde seizoen van de serie werd meer onthuld over Alpha’s afkomst. Het bleek dat hij gemaakt was op de planeet Edenoi door Koning Lexian, de grootvader van de Masked Rider. Dit leidde tot een driedelige cross-over tussen Power Rangers en Masked Rider.
In Power Rangers: Zeo bleef Alpha de technisch assistent van het team, nu volledig geholpen door Billy (die zijn Rangerpositie had doorgegeven aan Tanya Sloan).
Tegen de tijd dat de film Turbo: A Power Rangers Movie begon had Alpha een nieuw, slanker lichaam gekregen. Toen Zordon terugging naar zijn thuisplaneet Eltar (aflevering: Shift Into Turbo), ging Alpha met hem mee. Alpha werd vervangen door Alpha 6. De twee keerden nog eenmaal terug in de aflevering The Passing of the Torch waarin Tommy, Adam, Kat, en Tanya hun Rangerposities doorgaven aan nieuwe Rangers. In deze aflevering kreeg Alpha ook zijn oude lichaam weer terug. Daarna ging hij weer met Zordon mee naar Eltar.
Dit was de laatste keer dat Alpha 5 voorkwam in de serie. Aan het eind van Power Rangers: Turbo kwam het nieuws dat Eltar was aangevallen door Dark Specter en Zordon door hem was gevangen genomen. Er zijn geruchten dat Alpha 5 bij deze aanval werd vernietigd, maar bewijs hiervoor is nooit geleverd (net als dat er geen bewijs is dat hij de aanval heeft overleefd).

### Acteurs
- Romy J. Sharf (1993 - 1994)
- Sandi Sellner (1994 - 1995)
- Peta-Maree Rixon (Mighty Morphin Power Rangers: The Movie)
- Donene Kistler (1995 - 1997)
- Richard Steven Horvitz (stem)

### Trivia
In een aflevering van Power Rangers: S.P.D. vermeldt Kat dat een trio van robots de planeet Alpha 5 heeft aangevallen. Fans geloofden meteen dat dit een referentie was naar het Alpha 5-personage. Maar producer Bruce Kalish maakte later bekend dat de naam van de planeet niets met Alpha 5 te maken had en dat de overeenkomst geheel toeval was.

## Alpha 6

### Biografie
Alpha 6 is de derde Alpha-robot die in de serie Power Rangers: Turbo de positie van Alpha 5 innam. Hij kwam naar de Aarde samen met Dimitria toen Zordon en Alpha 5 naar Eltar vertrokken.
Alpha 6 praatte veel zoals een stereotiepe New Yorker, en dreef daarmee bijna iedereen tot wanhoop. Alpha had echter veel kennis en was in staat de Rangers te helpen bij veel problemen. Hij hielp zelfs het leven van de Phantom Ranger te redden.
Toen aan het eind van Power Rangers: Turbo de Power Chamber werd vernietigd, werd Alpha’s stemchip beschadigd. Daardoor kon hij in de eerste aflevering van Power Rangers: In Space niet praten, totdat Andros hem een nieuwe chip gaf. Deze nieuwe stemchip gaf hem een stem die sterk leek op die van Alpha 5.
Alpha was in staat de code te kraken waarmee de Astro Megazord kon worden gevormd. Ook was hij het die de Mega Vehicles op Ganymede vond. Hij bestuurde zelf ook een keer de Astro Megazord, samen met de boordcomputer DECA.
Na de avonturen uit Power Rangers: In Space bleef Alpha 6 aan boord van het Astro Megaship, ook toen dit een museum werd in de ruimtekolonie Terra Venture. Hierdoor raakte Alpha betrokken bij de Lost Galaxy Rangers, die hij op dezelfde manier hielp als de Turbo en Space Rangers.
Aan het eind van Power Rangers: Lost Galaxy belandde Alpha 6 samen met de Rangers en de inwoners van Terra Venture op Mirrinoi.
Enkele jaren later, in de aflevering Once a Ranger, verscheen Alpha 6 verpakt in een aantal dozen in een pakhuis in de stad Angel Grove. Hij werd weer in elkaar gezet door Andrew Hartford op aandringen van Adam Park, omdat Alpha 6 waarschijnlijk de enige was die de krachten van de Operation Overdrive Power Rangers kon herstellen. Nadat hij dit had gedaan, rekruteerde Adam hem als medewerker voor zijn dojo.

### Acteurs
- In Power Rangers: Turbo werd Alpha 6’ stem gedaan door Katerina Luciani.
- In Power Rangers in Space en Power Rangers: Lost Galaxy werd Alpha 6’ stem gedaan door Wendee Lee.

## Alpha 7
Alpha 7 was de vierde en tot nu toe laatste Alpha robot die in een Power Rangers serie meedeed.
Alpha 7 kwam voor in de Power Rangers: Wild Force aflevering Forever Red, waar hij te zien was aan boord van het Astro Megaship Mark 2. Hij had Alpha 5’s stemgeluid en persoonlijkheid. In een verwijderde scène gebruikte hij zelfs Alpha 5’s beroemde "Aye-yi-yi-yi-yi-yi!"-kreet. Qua uiterlijk leek Alpha 7 meer op Alpha 6. In feite is zijn harnas een samentreksel van dat van Alpha 5 en Alpha 6.
Alpha 7’s stem werd gedaan door Richard Steven Horvitz, die ook de stem van Alpha 5 deed. Alpha 7 was de laatste Alpha-robot die in de serie meespeelde.